# Meharisti

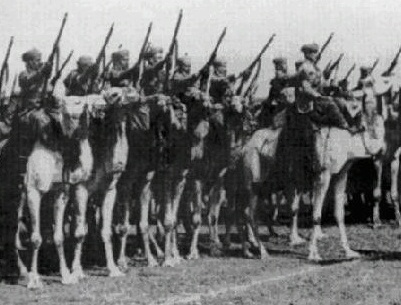
Meharisti italiani in Libia

Col termine meharisti vengono chiamati i corpi militari montati su dromedari.

## Storia
I dromedari usati dai Meharisti erano atti a percorrere velocemente lunghi tragitti su terreni stepposi e addirittura sabbiosi e furono usati dagli Arabi fin dal Medioevo.
I primi Meharisti furono reparti irregolari arabi del XIV secolo (grossomodo l'epoca in cui fu selezionata la razza di cammelli da corsa da cui prendono il nome), mentre altri meharisti furono utilizzati, con ruoli sussidiari e di polizia, dai Mamelucchi, da alcuni raja indiani e dagli ottomani. Anche Napoleone istituì alcuni squadroni di meharisti in Egitto durante la sua campagna militare. Successivamente i britannici e i francesi (in particolare la Legione straniera) istituirono compagnie di fanteria montata e squadroni di cacciatori a cavallo meharisti in Africa del Nord, Yemen, Oman, India (anche se il famoso "Bikaner kamel corps", un'unità di élite dell'Impero britannico in India, utilizzava anche altre razze di dromedario ed era un corpo di fanteria montata e di artiglieria veloce) e in alcune colonie africane (come il British Somaliland), presto imitati dai Regi corpi truppe coloniali italiani , che assegnarono questi reparti non alla fanteria ma all'arma di cavalleria.

Meharisti nel deserto libico, marzo 1934.

Anche i britannici avevano truppe di "meharisti" impiegate nella prima guerra mondiale per la liberazione della Palestina e la cacciata del Quarto corpo d'armata turco.
Il nome meharisti deriva dalla regione sudarabica del Mahra in cui da lunghi secoli si alleva una razza assai pregiata di dromedari, particolarmente vocati al galoppo veloce. Il dromedario da corsa veniva, e viene, chiamato "mehari" (arabo mahrī, "del Mahra", o, secondo un'ipotesi poco probabile, da mehar, abilità). Il mehàri, molto diffuso tra i Tuareg, è usato soprattutto nel Sahara (a cui è particolarmente adatto), e utilizzato anche per le gare di corsa oltre che per usi militari.

## Truppe coloniali

### Regio Esercito

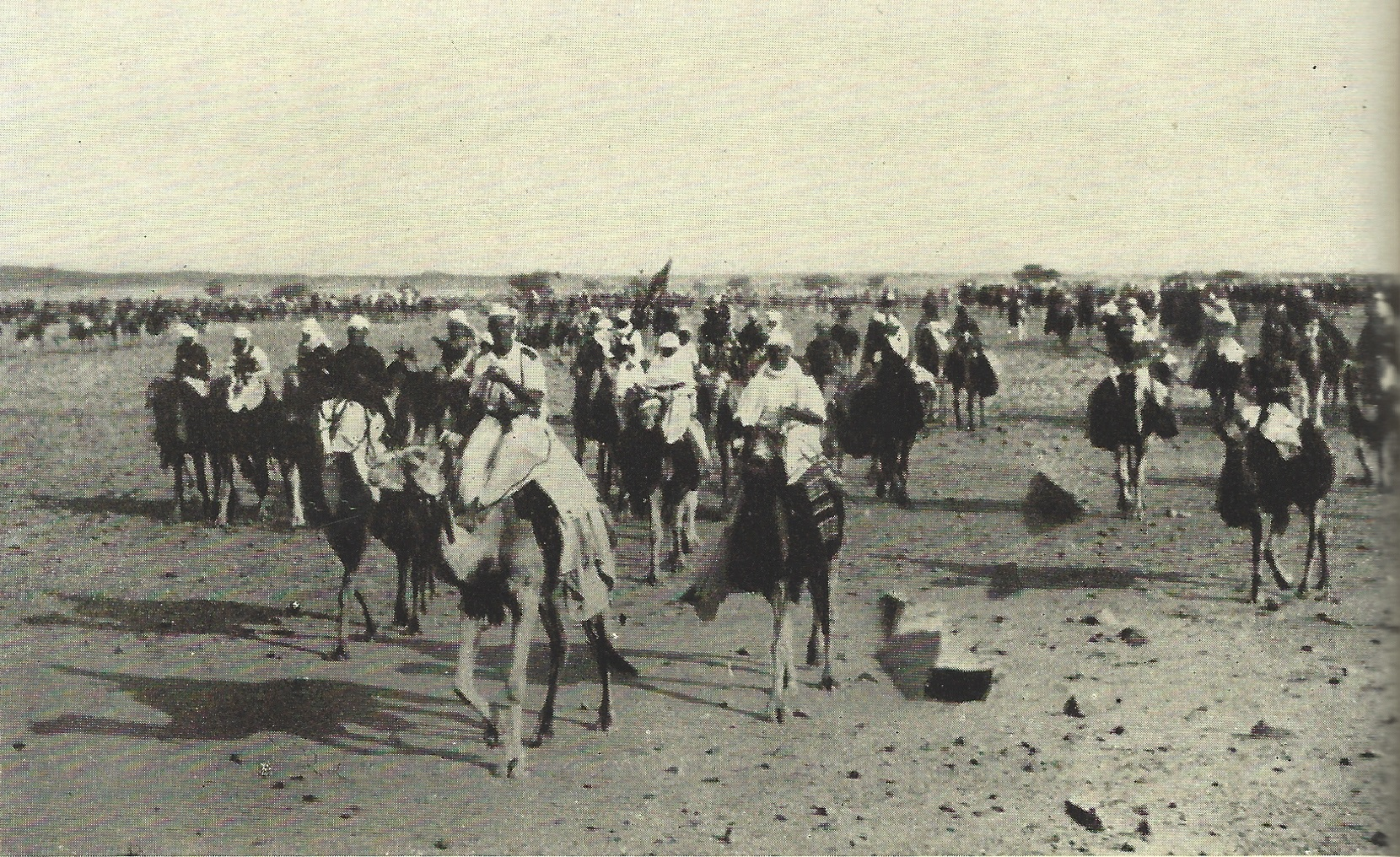
Meharisti guidati da Amedeo d'Aosta nella Libia italiana nel 1930

Dopo la guerra italo-turca e la conquista della Libia, l'Africa settentrionale italiana venne divisa in due colonie distinte con due distinti corpi militari: il Regio corpo truppe coloniali della Tripolitania e quello della Cirenaica, riuniti nel 1935 nel Regio corpo truppe coloniali della Libia. Questi corpi fin dalla fondazione schierarono reparti di meharisti e di sahariani, particolarmente adatti ad operare nei territori meridionali desertici della Libia. Vennero attivati complessivamente sette Gruppi Squadroni Sahariani della Tripolitania e quattro Squadroni Meharisti della Cirenaica.
Ebbero un ruolo significativo nelle operazioni di riconquista della Libia negli anni venti e nelle successive operazioni di polizia coloniale, e durante la seconda guerra mondiale ebbero un limitato impiego nella campagna del Nordafrica con compiti di ricognizione e contro-ricognizione a lungo raggio nel settore meridionale della Libia.

## Filmografia
- Lo squadrone bianco - Film (1936)